# S&P 500

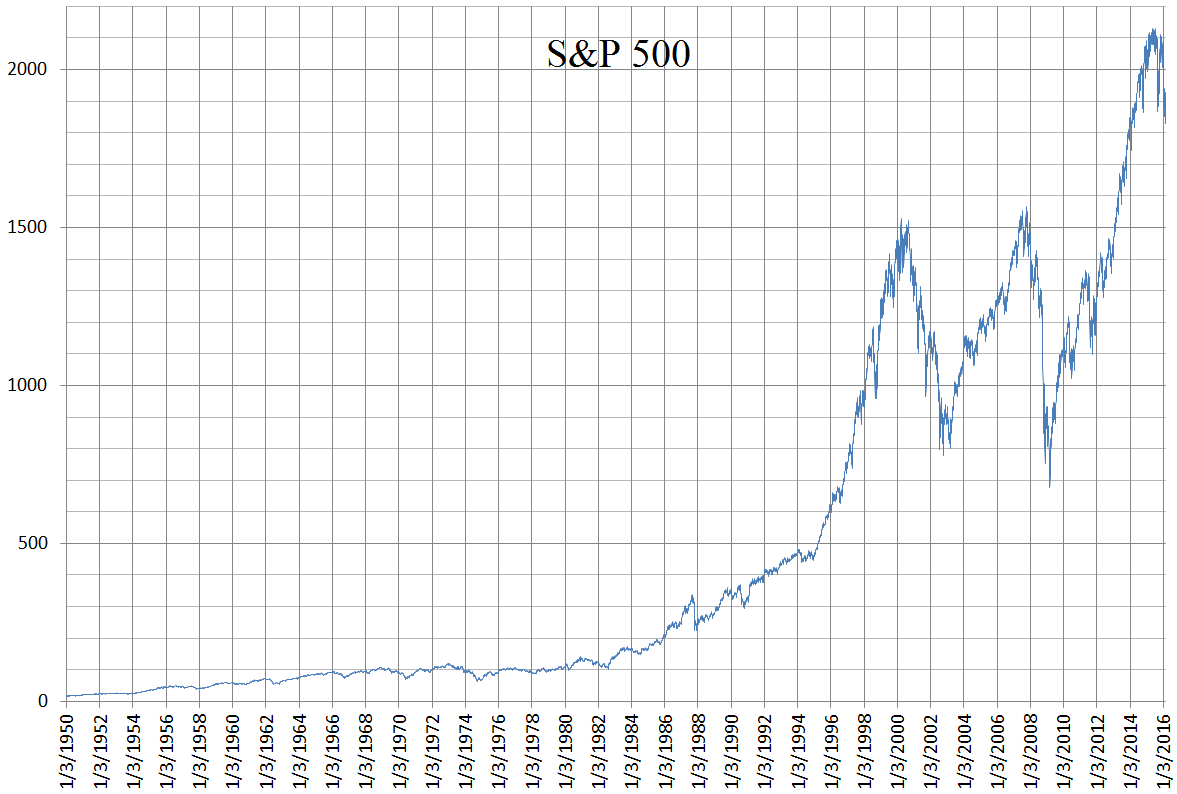
Historische koersontwikkeling van de S&P 500 van 1950 tot 2016

De S&P 500 (kortweg "de S&P") is een aandelenindex van de Verenigde Staten die door zijn brede samenstelling een betrouwbaar beeld geeft van de ontwikkelingen op de Amerikaanse aandelenmarkt. De 500 grootste Amerikaanse bedrijven gemeten naar hun marktkapitalisatie zijn opgenomen in deze index, die samengesteld wordt door de kredietbeoordelaar Standard & Poor's. De S&P 500 aandelenindex wordt door beleggers veel gebruikt, meer nog dan de Dow Jones Industrial Average index die bij het brede publiek bekender is. Tevens is de index een onderdeel van de Index of Leading Economic Indicators van het United States Department of Commerce.

## Samenstelling
De S&P 500-index wordt opgesteld door S&P Index Committee (de S&P-Index Commissie). Daarin zetelen economen en analisten van Standard & Poor's. De Commissie is gebonden aan Index Committee Policy (het Index Commissie Beleid) dat ervoor moet zorgen dat de index op een onafhankelijke en objectieve manier tot stand komt.
In de index worden louter Amerikaanse bedrijven opgenomen die op de New York Stock Exchange (NYSE), de American Stock Exchange (AMEX) of de NASDAQ genoteerd zijn. De AMEX werd per 1 oktober 2008 overgenomen door de NYSE en is hierin opgegaan. De opname in de index vindt plaats op basis van marktkapitalisatie, de verhandelbaarheid of het hebben van een belangrijke positie in een sector.
Op 31 maart 2025 was de Informatie Technologie de grootste sector met een aandeel van 29,6%, gevolgd door de sector Financiële Dienstverlening (14,7%), Gezondheidszorg (11,2%) en Duurzame Consumptiegoederen (10,3%). Basismaterialen was de kleinste sector met een gewicht van 2,0%.

## Methode
De S&P-index is een marktwaardegewogen index, waarbij sinds 2005 rekening wordt gehouden met de free float, dat wil zeggen het percentage aandelen dat daadwerkelijk verhandelbaar is op de beurs. In de praktijk hebben veel van de 500 beursfondsen slechts een beperkte invloed op het verloop van de index. De tien grootste beursfondsen in de S&P 500 hadden een totaal gewicht van zo'n 31% in de index per jaareinde 2023.
De criteria voor opname in de S&P 500 index zijn:
- Het moet een Amerikaans beursfonds zijn
- Een minimum beurswaarde (marktkapitalisatie, ofwel market capitalization) van US$ 11,2 miljard
- Minimaal 50% van de aandelen moeten vrij verhandelbaar zijn (free float)
- Financieel gezond. Bedrijven moeten een winst hebben gerapporteerd over het laatste kwartaal en de som van de resultaten over de laatste vier kwartalen moet ook positief zijn
- Liquiditeit en normale koers. De verhouding jaarlijkse handelsomzet / marktkapitalisatie moet minimaal 0,30 zijn en het aandeel mag in absolute zin niet te laag noteren.
- Het beursfonds moet bijdragen aan een evenwichtige verhouding van de sectoren binnen de index.
- Alleen beursfondsen met een "normale" bedrijfsactiviteit worden opgenomen. Beleggingsfondsen en aparte holdings komen niet in aanmerking, met uitzondering van Vastgoedfondsen.

Indien een beursfonds niet langer aan bovenstaande eisen voldoet, zal dit niet onmiddellijk tot verwijdering leiden. De commissie streeft ernaar om het aantal grote verschuivingen zo gering mogelijk te maken.

## Gelijkgewogen versie
Sinds begin 2003 is er een S&P 500 index waarin alle 500 deelnemers een gelijk gewicht hebben van 0,2%. Hier speelt de marktkapitalisatie geen rol meer en kleine bedrijven hebben dus evenveel invloed op de index als grote bedrijven. De gewichten van de bedrijven in de index worden ieder kwartaal aangepast en teruggebracht naar 0,2%. Deze index is de S&P 500 EWI, waarbij de laatste drie letters staan voor Equal Weight Index.

## Rendementen
In de tabel hieronder de jaarrendementen van de S&P 500 index vanaf 2005. Er staan drie rendementen vermeld: het bruto totaal rendement, het netto totaal rendement en het rendement waarbij alleen de koersen, exclusief dividenden, in de berekening worden meegenomen. In de laatste kolom staan de netto totaal rendementen van de gelijkgewogen versie van de S&P 500 index. 
| Jaar | Gross return | Net return | Price return | Net return S&P 500 EWI |
| ---- | ------------ | ---------- | ------------ | ---------------------- |
| 2005 | 4,9%         | 4,3%       | 3,0%         | 7,6%                   |
| 2006 | 15,8%        | 15,1%      | 13,6%        | 15,3%                  |
| 2007 | 5,5%         | 4,9%       | 3,5%         | 1,1%                   |
| 2008 | −37,0%       | −37,5%     | −38,5%       | −40,1%                 |
| 2009 | 26,5%        | 25,6%      | 23,5%        | 45,4%                  |
| 2010 | 15,1%        | 14,4%      | 12,8%        | 21,3%                  |
| 2011 | 2,1%         | 1,5%       | 0,0%         | −0,7%                  |
| 2012 | 16,0%        | 15,2%      | 13,4%        | 16,9%                  |
| 2013 | 32,4%        | 31,6%      | 29,6%        | 35,4%                  |
| 2014 | 13,7%        | 13,0%      | 11,4%        | 13,9%                  |
| 2015 | 1,4%         | 0,8%       | −0,7%        | −2,8%                  |
| 2016 | 12,0%        | 11,2%      | 9,5%         | 14,1%                  |
| 2017 | 21,8%        | 21,1%      | 19,4%        | 18,2%                  |
| 2018 | −4,4%        | −4,9%      | −6,2%        | −8,2%                  |
| 2019 | 31,5%        | 30,7%      | 28,9%        | 28,4%                  |
| 2020 | 18,4%        | 17,8%      | 16,3%        | 12,1%                  |
| 2021 | 28,7%        | 28,2%      | 26,9%        | 29,0%                  |
| 2022 | −18,1%       | −18,5%     | −19,4%       | −12,0%                 |
| 2023 | 26,3%        | 25,7%      | 24,2%        | 13,2%                  |
| 2024 | 25,0%        | 24,5%      | 23,3%        | 12,4%                  |

## Geschiedenis
De S&P 500-index werd voor het eerst gepubliceerd op 4 maart 1957. Sinds 1923 stelt Standard & Poor's reeds indices op, waarin oorspronkelijk 233 bedrijven werden ingedeeld in 26 sectoren. Tegenwoordig worden zo'n 90 sectoren opgenomen. Sinds 1988 mag het aantal bedrijven in de index dat een bepaalde sector vertegenwoordigt variëren waardoor sneller gereageerd kan worden op de toestand van de steeds dynamischer wordende aandelenmarkt.

### Creatieve vernietiging
De eerste S&P index begon in 1923 en betrof 90 grote Amerikaanse bedrijven. De bedrijven op deze oorspronkelijke lijst bleven daar gemiddeld 65 jaar op staan. In 1998 was dit bij de uitgebreide S&P 500 nog maar 10 jaar. Van de 500 bedrijven die er bij het begin van de S&P 500 in 1957 op stonden, waren er in 1997 nog maar 74 over. Van die 74 presteerden er over die periode slechts 12 beter dan de index zelf. Dit alles deed Foster en Kaplan van creatieve vernietiging spreken.